# Cohors I Germanorum (Cappadocia)
Dieser Artikel behandelt die in der römischen Provinz Cappadocia stationierte Auxiliareinheit Cohors I Germanorum. Zu der gleichnamigen Einheit, die in der Provinz Germania superior stationiert war, siehe Cohors I Germanorum (Germania). Zu der gleichnamigen Einheit, die in der Provinz Moesia inferior stationiert war, siehe Cohors I Germanorum (Moesia). Das hier angegebene Szenario geht von drei verschiedenen Kohorten mit der Bezeichnung Cohors I Germanorum aus; zu den Einschätzungen von Historikern siehe Cohors I Germanorum.
Die Cohors I Germanorum [milliaria] [equitata] (deutsch 1. Kohorte der Germanen [1000 Mann] [teilberitten]) war eine römische Auxiliareinheit. Sie ist durch Inschriften, Arrians Werk Ἔκταξις κατὰ Ἀλάνοον und die Notitia dignitatum belegt.

## Namensbestandteile
- Cohors: Die Kohorte war eine Infanterieeinheit der Auxiliartruppen in der römischen Armee.

- I: Die römische Zahl steht für die Ordnungszahl die erste (lateinisch prima). Daher wird der Name dieser Militäreinheit als Cohors prima .. ausgesprochen.

- Germanorum: der Germanen. Die Soldaten der Kohorte wurden bei Aufstellung der Einheit aus den verschiedenen Stämmen der Germanen rekrutiert.

- milliaria: 1000 Mann. Je nachdem, ob es sich um eine Infanterie-Kohorte (Cohors milliaria peditata) oder einen gemischten Verband aus Infanterie und Kavallerie (Cohors milliaria equitata) handelte, lag die Sollstärke der Einheit entweder bei 800 oder 1040 Mann.

- equitata: teilberitten. Die Einheit war ein gemischter Verband aus Infanterie und Kavallerie.[A 1]

Die Einheit war eine Cohors milliaria equitata. Die Sollstärke der Einheit lag bei 1040 Mann, bestehend aus 10 Centurien Infanterie mit jeweils 80 Mann sowie 8 Turmae Kavallerie mit jeweils 30 Reitern.

## Geschichte
Die Kohorte war in der Provinz Cappadocia stationiert.
Es ist unbekannt, wann die Einheit nach Cappadocia verlegt wurde und in welchen Provinzen sie zuvor stationiert war. Erstmals ist die Kohorte in Cappadocia als Teil der Streitkräfte nachgewiesen, die Arrian für seinen Feldzug gegen die Alanen (Ἔκταξις κατὰ Ἀλάνοον) um 135 mobilisierte. Arrian erwähnt in seinem Bericht eine Einheit, die er als οἱ Κελτοὶ ἱππεῖς bezeichnet.
Letztmals erwähnt wird die Einheit in der Notitia dignitatum mit der Bezeichnung Cohors miliaria Germanorum für den Standort Sisila. Sie war Teil der Truppen, die dem Oberkommando des Dux Armeniae unterstanden.

## Standorte
Standorte der Kohorte in Cappadocia waren möglicherweise:
- Sisila: Die Einheit wird in der Notitia dignitatum für diesen Standort aufgeführt.

## Angehörige der Kohorte
Folgende Angehörige der Kohorte sind bekannt:

### Kommandeure
| - [?], ein επαρχος (Präfekt) (IGR 3.1420). Er war auch Kommandeur der Ala I Thracum Herculana. - M(arcus) Sulpicius Felix, ein Präfekt (AE 1931, 36). Er war auch Tribun der Cohors III Ulpia Petraeorum. | - Publius Aelius Ammonius, ein Tribun - Publius Aelius Marcianus, ein Präfekt |